# Pterolophia hebridarum
Pterolophia hebridarum är en skalbaggsart som beskrevs av Stefan von Breuning 1938. Pterolophia hebridarum ingår i släktet Pterolophia och familjen långhorningar.
Artens utbredningsområde är Vanuatu. Inga underarter finns listade i Catalogue of Life.